# Григорьев, Сергей Владимирович
Сергей Владимирович Григо́рьев (9 июня 1888, Ораниенбаум — 25 января 1974, Ленинград) — советский учёный-гидролог, гидроэнергетик, доктор географических наук. Заслуженный деятель науки Карело-Финской ССР (1948).

## Биография
В 1913 году окончил электромеханический факультет Петроградского политехнического института по специальности «инженер-электрик по гидроэнергетике».
Работал в Управлении внутренних водных путей Министерства путей сообщения Российской империи помощником начальника, начальником изыскательской экспедиции по исследованию водных объектов Севера России и Черноморско-Балтийского водного пути.
В 1921—1925 годах участвовал в проектировании Кондопожской ГЭС, в исследовании водно-энергетических ресурсов Карелии (1928—1931), Алтая (1928—1930), Восточной Сибири (1927—1930), Северного Кавказа, Донбасса. Работал в научных учреждениях Ленинграда — в Научно-исследовательском институте энергетики и электрификации, Государственном гидрологическом институте, Географо-экономическом научно-исследовательском институте ЛГУ.
В 1925—1940 годах участвовал в разработке генеральной схемы каскадов ГЭС на реках Карелии, Кольского полуострова и Архангельской области.
В 1941—1944 годах работал главным инженером Пермского отделения «Гидроэнергопроекта».
В 1946 году назначен первым руководителем вновь организуемого в составе Карельского филиала АН СССР отдела энергетики и водного хозяйства.
В 1947 году защитил диссертацию по теме «Потенциальные энергоресурсы малых рек СССР» на соискание учёной степени кандидата технических наук.
В 1948 году присвоено звание заслуженного деятеля науки Карело-Финской ССР.
В 1950—1956 годах работал по совместительству в отделе гидроэнергетики Кольского филиала АН СССР.
В 1961 году Президиум АН СССР присвоил С. В. Григорьеву за научные заслуги учёную степень доктора географических наук без защиты диссертации.
В 1963 г. И. М. Нестеренко сменил С. В. Григорьева на должности начальника отдела Водных проблем. С февраля 1964 года он стал работать Институте озероведения АН СССР в Ленинграде.